# Élections législatives de 1962 dans la Meuse
Les élections législatives françaises de 1962 se déroulent le 18 novembre 1962. Dans le département de la Meuse, deux députés sont à élire dans le cadre de deux circonscriptions.

## Élus
| Circonscription | Député sortant   | Parti | Parti | Député élu ou réélu | Parti | Parti |
| --------------- | ---------------- | ----- | ----- | ------------------- | ----- | ----- |
| 1re             | Louis Jacquinot  |       | CNIP  | Louis Jacquinot     |       | RI    |
| 2e              | André Beauguitte |       | CR    | André Beauguitte    |       | RI    |

## Résultats

### Résultats à l'échelle du département
|                | Républicains indépendants                      | 60 897  | 72,36  | 2 |  |  |
|                | Majorité présidentielle                        | 60 897  | 72,36  | 2 |  |  |
|                |                                                |         |        |   |  |  |
|                | Parti communiste français                      | 13 099  | 15,56  | 0 |  |  |
|                | Section française de l'Internationale ouvrière | 10 166  | 12,08  | 0 |  |  |
|                |                                                |         |        |   |  |  |
| Inscrits       | Inscrits                                       | 121 712 | 100,00 | 2 |  |  |
| Abstentions    | Abstentions                                    | 31 424  | 25,82  |   |  |  |
| Votants        | Votants                                        | 90 288  | 74,18  |   |  |  |
| Blancs et nuls | Blancs et nuls                                 | 6 126   | 6,78   |   |  |  |
| Exprimés       | Exprimés                                       | 84 162  | 93,22  |   |  |  |

### Résultats par circonscription

#### Première circonscription (Bar-le-Duc)
|                | Louis Jacquinot sortant réélu | RI             | 29 784 | 64,37  |  |  |  |
|                | Martial Jost                  | SFIO           | 10 166 | 21,97  |  |  |  |
|                | André Savard                  | PCF            | 6 320  | 13,66  |  |  |  |
|                |                               |                |        |        |  |  |  |
| Inscrits       | Inscrits                      | Inscrits       | 67 407 | 100,00 |  |  |  |
| Abstentions    | Abstentions                   | Abstentions    | 17 943 | 26,62  |  |  |  |
| Votants        | Votants                       | Votants        | 49 464 | 73,38  |  |  |  |
| Blancs et nuls | Blancs et nuls                | Blancs et nuls | 3 194  | 6,46   |  |  |  |
| Exprimés       | Exprimés                      | Exprimés       | 46 270 | 93,54  |  |  |  |

#### Deuxième circonscription (Verdun)
|                | André Beauguitte sortant réélu | RI             | 31 113 | 82,11  |  |  |  |
|                | Daniel Mayer                   | PCF            | 6 779  | 17,89  |  |  |  |
|                |                                |                |        |        |  |  |  |
| Inscrits       | Inscrits                       | Inscrits       | 54 305 | 100,00 |  |  |  |
| Abstentions    | Abstentions                    | Abstentions    | 13 481 | 24,82  |  |  |  |
| Votants        | Votants                        | Votants        | 40 824 | 75,18  |  |  |  |
| Blancs et nuls | Blancs et nuls                 | Blancs et nuls | 2 932  | 7,18   |  |  |  |
| Exprimés       | Exprimés                       | Exprimés       | 37 892 | 92,82  |  |  |  |